# Андреевка (Акимовский район)
Андреевка (укр. Андріївка) — село,
Давыдовский сельский совет,
Акимовский район,
Запорожская область,
Украина.
Код КОАТУУ — 2320381203. Население по переписи 2001 года составляло 84 человека .

## Географическое положение
Село Андреевка находится на правом берегу реки Большой Утлюк,
на противоположном берегу — село Давыдовка.